# Карл (король Провансу)
Карл Прованський (фр. Charles, бл. 845 — 25 лютого 863) — король Провансу з 855, син імператора Лотара I і Ірменгарди Турської.

## Біографія

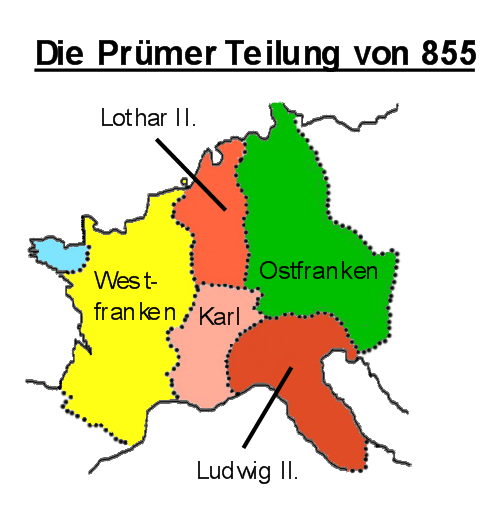
Розділ Серединного королівства Лотара I в 855 році

Після смерті 855 року імператора Лотара I за Прюмським договором його володіння були розділені між трьома синами. Наймолодший, неповнолітній Карл, отримав в управління Провансальське королівство, що охоплювало частину колишнього Бургундського королівства — Прованс і Нижню Бургундію. Опікуном і фактичним правителем королівства став його дядько, Жерар, герцог Ліона і В'єнна.
Карл хворів на епілепсію, тому оточення короля сумнівалося в  його можливості мати нащадків. Реальна влада королівством перебувала в руках Жерара. У 859 він уклав договір з братом Карла, королем Лотарингії Лотаром II, за яким Карл визнавав Лотара своїм спадкоємцем. У 860 Жерар розбив норманів, які піднялися по Роні. Восени 861 Жерар захистив королівство від Карла Лисого, коли він здійснив похід на Макон.
Карл помер 25 січня 863 бездітним, похований у монастирі Сен-П'єр-ле-Ноннен поблизу Ліона. Згідно укладеної угоди, королівство мав успадкувати Лотар II, але першим в Прованс прибув найстарший брат, імператор і король Італії Людовик II, що приєднав його до власних володінь. Лотар II не зміг змусити брата виконати угоду 859 року. Однак Жерар 30 квітня 863 року уклав в замку Мантель з Лотаром угоду, згідно з якою він став його першим радником, а підвладні йому території Ліонського герцогства (райони Ліона, В'єнна, Гренобля та Узе) відокремлювались від Провансальського королівства і передавались під владу Лотара II.